# Tranše
Tranše (angl. tranche, z francouzštiny odříznout) je ve finančnictví splátka dluhu nebo jedna z částí, po kterých se emise uvádí na kapitálový trh. Může jít o vládní nebo jiné obligace nebo jiné cenné papíry.